# Kleiner Solstein
Kleiner Solstein – szczyt w paśmie Karwendel, w Alpach Wschodnich. Leży w Austrii, w kraju związkowym Tyrol, przy granicy z Niemcami. Wbrew swej nazwie, z dwójki szczytów: Großer Solstein i Kleiner Solstein to ten drugi jest wyższy i to o blisko 100 m.